# Abdul Razaq Muhyiddin Hassan Tahir
Abdul Razaq Muhyiddin Hassan Tahir (* 12. Oktober 1936 Accra) ist ein ehemaliger ghanaischer Islamwissenschaftler und Diplomat.

## Ausbildung
Die Hochschulreife erhielt er 1962 im Al-Azhar-Institut in Kairo. Abdul wurde 1966 Bachelor der arabischen Sprache und der Islamwissenschaft an der Dar ul-Ulum der Al-Azhar-Universität in Kairo. 1982 wurde er Master der arabischen Sprache an der Bayero University Kano in Kano, Nigeria. 1984 schloss er sein Studium als Ph.D. ab.

## Werdegang
Von 1979 bis 2000 war er Lektor am Institut für Afrika-Studien und Forschung an der Universität Kairo. Er war Sprecher, Kommentator und Sendeleiter des Auslandsprogramms von Radio Kairo. Abdul veröffentlichte eine Reihe zur Alphabetisierung, darunter „Muslim Companion“ in der Sprache der Hausa über das Fasten, Zakāt, Haddsch und ʿUmra. Weiters war er Mitglied des Fakultätsrates der Studienkommission, Orientierung und Beratung Ausschuss und Koordinator für Arabisch. Außerdem trug er zur Islam-Bildung von ghanaischen Muslimen durch Vorträge, Predigten und Koranexegese bei. Bis Oktober 2001 war er Professor an der Al-Azhar-Institut für ausländische Studierende in Kairo. Von Oktober 2001 bis 2005 war er ghanaische Botschafter in Riad (Saudi-Arabien) und war mit Sitz in Riad auch in Doha (Katar) akkreditiert.